# Апу (божество)
Апу або Апо (Apu) — божество в пантеоні богів інкської міфології, уособлює духів гір, які захищають місцевих жителів у високогір'ях. Також є назвою духів гір взагалі, що мешкають у середніх та вищих світах. Шанується корінним населенням в деяких районах Перу, Болівії, Еквадору та Чилі. Ім'я перекладається як «Пан». Його символом був кондор.

## Характеристика
Ймовірно поклоніння цьому божеству існувало ще у давніх андських культур. Було запозичено інками. За них набуло загальноімперського значення. Поклоніння відбувалося скрізь, оскільки значна частина Тауантінсую приходилося на гірську частину. За деякими міфами вважалася нащадком Пачамами.
Залежно від контексту Апу має різні значення:
- божество або вища істота, дух священної гори, найсильніший з усіх духів природи.
- священні гори, які є домом предків.
- авторитетна людина, начальник. Один з чотирьох вищих посадових особи Імперії Інків які формували імперський рада та вищий суд імперії (капак апу). Цей термін традиційно використовується як шанобливе звернення, наприклад Атауальпа Апу-Інка або одне з імен божества Віракоча Апу Кон-Тікі Віракутра.
- прикметник у значені «потужний», «сильний», «багатий».